# Тіт Вестріцій Спурінна
Тит Вестріцій Спурінна (лат. Titus Vestricius Spurinna, 25 — 101) — політичний діяч Римської імперії, консул-суффект 98 року, поет, друг Плінія Молодшого.

## Життєпис
Про походження Спурінни немає відомостей. Був прихильником імператора Отона, який призначив Вестріція у 96 році комендантом (dux militum) фортеці Плаценція. У 97 році за імператора Нерви став імператорським легатом—пропретором у провінції Нижня Германія. У 98 році імператор Траян призначив його консулом-суффектом.

## Родина
Дружина — Коттія
Діти:
- син Котта Вестріцій Спурінна